# Norfolkia squamiceps
Norfolkia squamiceps es una especie de pez de la familia Tripterygiidae en el orden de los Perciformes.

## Morfología
• Los machos pueden llegar alcanzar los 4,6 cm de longitud total.

## Hábitat
Es un pez de mar y de clima templado y asociado a los  arrecifes de coral que entre 0-12 m de profundidad.

## Distribución geográfica
Se encuentra en Australia (incluyendo la Isla de Lord Howe y la Isla Norfolk) y Nueva Caledonia.

## Observaciones
Es inofensivo para los humanos.